# سپاسووتسی
سپاسووتسی (به بلغاری: Spasovtsi) یک منطقهٔ مسکونی در بلغارستان است که در شهرستان گابروو واقع شده‌است.